# Kurt Schmidt-Klevenow

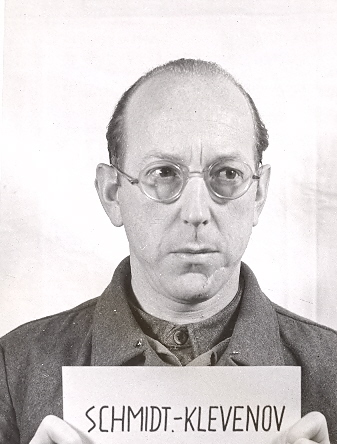
Kurt Schmidt-Klevenow während der Nürnberger Prozesse

Kurt Schmidt-Klevenow (* 19. August 1906 in Cuxhaven; † 30. Januar 1980 in Hamburg) war ein deutscher Jurist und SS-Führer.

## Leben

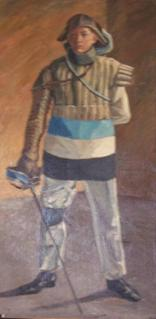
Schmidt-Klevenow als Corpsstudent, abgebildet im Gemälde Der Sekundant von Karl Prahl

Schmidt-Klevenow, Sohn eines Marineoffiziers, schloss seine Schullaufbahn 1926 mit dem Abitur ab. Anschließend studierte er Staats- und Rechtswissenschaften in Innsbruck und an der Universität Hamburg. Er beendete sein Studium in Hamburg mit dem deutschen Staatsexamen. In Hamburg wurde er Mitglied des Corps Irminsul, dessen Altherrenverband er im Jahr 1935 jedoch aus Protest verließ, weil das Corps Irminsul sich weigerte im NSDStB mitzuwirken und stattdessen eine Suspendierung vorzog. Nach der Rekonstitution des Corps Irminsul nach dem Ende des NS-Regimes wurde Schmidt-Klevenow auf dessen Antrag die Wiederaufnahme gestattet.
Schmidt-Klevenow promovierte 1933 mit der Dissertation Juristische Implikationen der Unfruchtbarmachung zum Dr. jur. Nach dem Referendariat und zweiten juristischen Staatsexamen war er ab 1935 bei der Staatsanwaltschaft Hamburg tätig. Des Weiteren war er am Institut für auswärtige Politik und an der Volkshochschule in Hamburg beschäftigt und an der Gründung des Hamburger Erbgesundheitsgerichts beteiligt. Seine Zulassung als Rechtsanwalt erfolgte 1938.
Schmidt-Klevenow trat 1933 der NSDAP (Mitgliedsnummer 3.026.478) und SS (SS-Nr. 259.637) bei. In der SS stieg er im November 1943 bis zum SS-Obersturmbannführer der Waffen-SS auf.
Im Juli 1935 wurde Schmidt-Klevenow an das Rasse- und Siedlungshauptamt (RuSHA) der SS nach Berlin berufen und war Mitgründer der dortigen Rechtsabteilung. Im RuSHA wurde Schmidt-Klevenow schließlich Hauptabteilungsleiter. Später gehörte er zum persönlichen Stab des Reichsführers SS Heinrich Himmler. Schmidt-Klevenow war Verfasser mehrerer Artikel in juristischen Fachzeitschriften, so zu den Themen uneheliche Kinder und Mischehen. Im Juni 1939 wurde Schmidt-Klevenow nach Prag versetzt, wo er im deutsch besetzten Protektorat Böhmen und Mähren bei der Generaldirektion der staatlichen Forste und Güter zunächst Mitarbeiter und ab November 1939 deren Leiter war.
Anfang April 1940 wurde Schmidt-Klevenow juristischer Berater von Oswald Pohl. In der Folgezeit wurde Schmidt-Klevenow Leiter der Hauptabteilung Recht im Hauptamt Verwaltung und Wirtschaft sowie dem Hauptamt Haushalt und Wirtschaft. Nach Gründung des SS-Wirtschafts- und Verwaltungshauptamtes (WVHA) leitete Schmidt-Klevenow dort, als Pohl direkt unterstellter Gerichts- und Fürsorgeoffizier, von Anfang Februar 1942 bis zum Ende des Zweiten Weltkrieges das Amt Gericht und Fürsorge.
Im Rahmen einer Korruptionsaffäre im KZ Warschau nahm Schmidt-Klevenows Mitarbeiter SS-Hauptsturmführer Hermann Korshenrich Angehörige der Lagerleitung dieses Konzentrationslagers im Frühjahr 1944 fest. Insbesondere der Lagerführer SS-Hauptsturmführer Nikolaus Herbet, der Schutzhaftlagerführer Obersturmführer Wilhelm Haertel sowie der Lagerälteste Walter Wawrzyniak hatten illegal von KZ-Häftlingen Wertsachen erpresst. Zudem war es im KZ Warschau zu Entweichungen von Häftlingen gekommen. Die Beschuldigten wurden im KZ Sachsenhausen interniert. Die Ermittlungen blieben ohne Ergebnis und die Beschuldigten wurden aus dem KZ Sachsenhausen wieder entlassen. Herbet und Haertel kehrten in den KZ-Lagerdienst zurück und Wawrzyniak wurde zur SS-Sondereinheit Dirlewanger eingezogen.
Nach Kriegsende sagte Schmidt-Klevenow als Zeuge der Verteidigung im Prozess Wirtschafts- und Verwaltungshauptamt der SS (USA vs. Oswald Pohl et al.) aus. Später war er als Rechtsanwalt in Hamburg tätig. In der Sowjetischen Besatzungszone wurden seine Schriften Graphische Darstellung der Mischehen-Vorschriften (Deutscher Rechtsverlag, Wien 1938) und Mischehen-Vorschriften (Deutscher Rechtsverlag, Berlin 1938) auf die Liste der auszusondernden Literatur gesetzt.